# Schizostachyum rogersii
Schizostachyum rogersii là một loài thực vật có hoa trong họ Hòa thảo. Loài này được Brandis miêu tả khoa học đầu tiên năm 1906.